# 北宋两浙东路帅臣列表
北宋两浙东路帅臣，指两浙东路安抚司的长官，或称安抚使，或称经略安抚使。

## 历任经略安抚使

### 宋太宗朝
- 毕士安（978年）
- 李准（978年—980年）
- 李孝连（980年—982年）
- 高适（983年—985年）
- 江正（986年—989年）
- 韩智周（989年—990年）
- 韩崇训（990年）
- 卢文正（991年）
- 封遂成（992年）
- 王炳（993年—995年）
- 郭异（995年）
- 元圮（996年—997年）

### 宋真宗朝
- 元圮（997年—998年）
- 冯励（998年—999年）
- 裴庄（1000年—1002年）
- 康戬（1002年—1004年）
- 王励（1005年—1008年）
- 张巽（1008年—1010年）
- 王贽（1010年）
- 李遹（1011年—1013年）
- 皇甫选（1013年—1014年）
- 杨侃（1015年—1016年）
- 陈靖（1017年）
- 高绅（1017年—1018年）
- 卢幹（1018年—1019年）
- 任布（1020年—1021年）
- 燕肃（1021年—1022年）

### 宋仁宗朝
- 燕肃（1022年）
- 谢涛（1022年—1025年）
- 尹锡（1026年）
- 宋可观（1026年—1027年）
- 成悦（1028年—1030年）
- 苏寿（1031年—1032年）
- 陈覃（1033年—1034年）
- 叶参（1034年）
- 赵贺（1035年）
- 李照（1035年—1036年）
- 蒋堂（1036年—1037年）
- 郎简（1037年—1039年）
- 范仲淹（1039年—1040年）
- 陆轸（1040年—1042年）
- 向传式（1042年）
- 杨偕（1043年）
- 晁宗简（1044年）
- 马绛（1044年—1046年）
- 陈亚（1046年—1048年）
- 富严（1048年—1050年）
- 杨紘（1051年）
- 魏瓘（1051年—1052年）
- 王逵（1052年—1053年）
- 李兑（1054年—1056年）
- 许元（1056年—1057年）
- 张友直（1057年—1059年）
- 刁约（1060年）
- 沈遘（1061年—1062年）
- 张伯玉（1063年）

### 宋英宗朝
- 张伯玉（1063年—1064年）
- 施昌言（1064年）
- 章岷（1065年—1067年）
- 朱肱（1067年）
- 陈升之（1067年）

### 宋神宗朝
- 鞠真卿（1068年）
- 元绛（1068年）
- 邵亢（1068年—1069年）
- 沈立（1070年—1071年）
- 孔延之（1071年—1072年）
- 钱公辅（1072年）
- 谢景温（1073年—1074年）
- 张讽（1074年）
- 赵抃（1074年—1077年）
- 程师孟（1077年—1079年）
- 丁竦（1079年—1080年）
- 郑穆（1081年—1083年）
- 梁彦明（1084年）
- 穆珣（1085年）

### 宋哲宗朝
- 穆珣（1085年—1086年）
- 黄履（1086年—1087年）
- 章楶（1087年）
- 张询（1088年）
- 章惇（1088年）
- 熊本（1088年）
- 钱勰（1088年—1090年）
- 蔡卞（1091年、1093年）
- 杨汲（1092年—1094年）
- 章衡（1094年—1095年）
- 张修（1095年—1096年）
- 邵材（1096年）
- 翟思（1097年—1098年）
- 吕升卿（1099年）
- 上官均（1099年—1100年）

### 宋徽宗朝
- 上官均（1100年）
- 张琬（1100年）
- 章惇（1100年）
- 翟思（1101年）
- 邵材（1101年）
- 丰稷（1102年）
- 邹浩（1102年）
- 周常（1102年）
- 宇文昌龄（1102年—1104年）
- 詹文（1104年）
- 王资深（1105年）
- 蒋静（1107年）
- 强渊明（1109年）
- 方会（1108年—1113年）
- 李图南（1113年）
- 吕益柔（1113年—1114年）
- 王仲嶷（1114年—1116年）
- 林攄（1118年—1120年）
- 刘韐（1120年—1122年）
- 章綡（1122年—1123年）
- 宋昭年（1123年）
- 张汝舟（1123年）
- 郑可简（1125年）

### 宋钦宗朝
- 李邴（1125年—1126年）
- 翟汝文（1126年—1127年）